# Вакуум

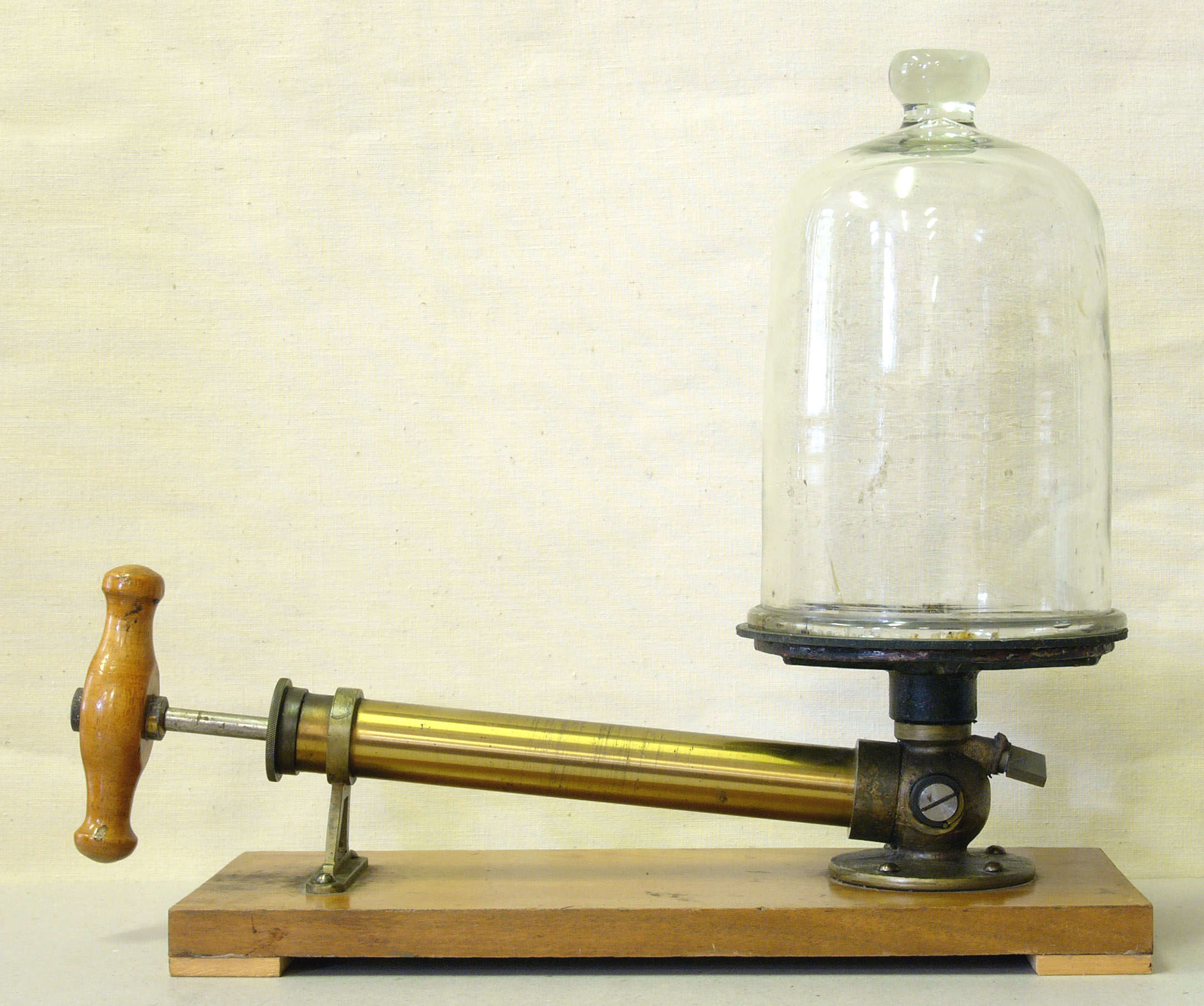
Насос для демонстрации вакуума

Ва́куум (от лат. vacuum — пустота) — пространство, свободное от вещества. В технике и прикладной физике под вакуумом понимают среду́, состоящую из газа при давлении значительно ниже атмосферного.
Вакуум характеризуется так называемым числом Кнудсена — соотношением между длиной свободного пробега молекул газа λ и характерным размером среды d: {\displaystyle \mathrm {Kn} ={\frac {\lambda }{d}}}. Под d может приниматься расстояние между стенками вакуумной камеры, диаметр вакуумного трубопровода и т. п. В зависимости от величины соотношения λ/d различают низкий ({\displaystyle \lambda /d\ll 1}), средний ({\displaystyle \lambda /d\sim 1}) и высокий ({\displaystyle \lambda /d\gg 1}) вакуум.

## Технический вакуум

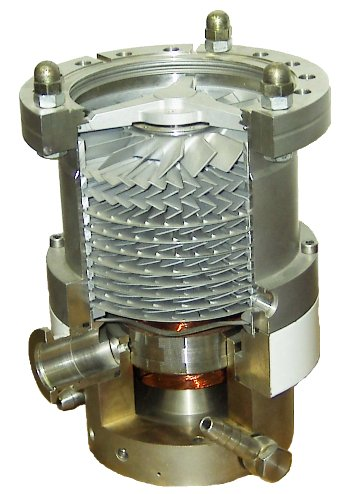
Турбомолекулярный насос в разрезе.

На практике сильно разрежённый газ называют техническим вакуумом. В макроскопических объёмах идеальный вакуум (среда, лишённая молекул газа) практически недостижим, поскольку при конечной температуре все материалы обладают ненулевой плотностью насыщенных паров. Кроме того, многие материалы (даже толстые металлические, стеклянные и иные стенки сосудов) пропускают газы. В микроскопических объёмах, однако, достижение идеального вакуума в принципе возможно.
Мерой степени разрежения вакуума служат длина свободного пробега молекул газа {\displaystyle \lambda }, связанная с их взаимными столкновениями в газе, и характерный линейный размер {\displaystyle d} сосуда, в котором находится газ.
Строго говоря, техническим вакуумом называют газ в сосуде или трубопроводе с давлением ниже, чем в окружающей атмосфере. Согласно другому определению, когда молекулы или атомы газа перестают сталкиваться друг с другом, и газодинамические свойства сменяются вязкостными (при давлении около 1 мм рт. ст.), говорят о достижении низкого вакуума ({\displaystyle \lambda \ll d}; 1016 молекул на 1 см³). Обычно между атмосферным воздухом и высоковакуумным насосом стои́т так называемый форвакуумный насос, создавая предварительное разрежение, поэтому низкий вакуум часто называют форвакуумом. При дальнейшем понижении давления в камере увеличивается средняя длина свободного пробега {\displaystyle \lambda } молекул газа. При {\displaystyle \lambda /d\gg 1} молекулы газа гораздо чаще сталкиваются со стенками, чем друг с другом. В этом случае говорят о высоком вакууме (10−5 мм рт. ст.; 1011 молекул на 1 см³). Сверхвысокий вакуум соответствует давлению 10−9 мм рт. ст. и ниже. В сверхвысоком вакууме, например, обычно проводятся эксперименты с использованием сканирующего туннельного микроскопа. Для сравнения, давление в космосе на несколько порядков ниже — 109 молекул на 1 см³ (миллиард молекул в кубическом сантиметре), в дальнем космосе и вовсе может достигать 10−16 мм рт. ст. и ниже (1 молекула на 1 см³).
Высокий вакуум в микроскопических порах некоторых кристаллов и в ультратонких капиллярах достигается уже при атмосферном давлении, поскольку диаметр поры/капилляра становится меньше, чем длина свободного пробега молекулы, равная в воздухе при нормальных условиях ~60 нанометрам.
Аппараты, используемые для достижения и поддержания вакуума, называются вакуумными насосами. Для поглощения газов и создания необходимой степени вакуума используются геттеры. Более широкий термин вакуумная техника включает также приборы для измерения и контроля вакуума, манипулирования предметами и проведения технологических операций в вакуумной камере и т. д. Высоковакуумные насосы являются сложными техническими приборами. Основные типы высоковакуумных насосов — это диффузионные насосы, основанные на увлечении молекул остаточных газов потоком рабочего газа, геттерные, ионизационные насосы, основанные на внедрении молекул газа в геттеры (например, титан) и криосорбционные насосы (в основном, для создания форвакуума).
Даже в идеальном вакууме при конечной температуре всегда имеется некоторое тепловое излучение (газ фотонов). Таким образом, тело, помещённое в идеальный вакуум, рано или поздно придёт в тепловое равновесие со стенками вакуумной камеры за счёт обмена тепловыми фотонами.
Вакуум является хорошим термоизолятором; перенос тепловой энергии в нём происходит лишь за счёт теплового излучения, конвекция и теплопроводность исключены. Это свойство используется для теплоизоляции в термосах (сосудах Дьюара), состоящих из ёмкости с двойными стенками, пространство между которыми вакуумировано.
Вакуум широко применяется в электровакуумных приборах — радиолампах (например, магнетронах микроволновых печей), электронно-лучевых трубках и тому подобное.

## Физический вакуум

### Вакуум квантовой теории поля
Под физическим вакуумом в квантовой физике понимают низшее (основное) энергетическое состояние квантованного поля, обладающее нулевыми импульсом, моментом импульса и другими квантовыми числами. При этом такое состояние вовсе не обязательно соответствует пустоте: поле в низшем состоянии может быть, например, полем квазичастиц в твёрдом теле или даже в ядре атома, где плотность чрезвычайно высока. Физическим вакуумом называют также полностью лишённое вещества пространство, заполненное полем в таком состоянии. Такое состояние не является абсолютной пустотой. Квантовая теория поля утверждает, что, в согласии с принципом неопределённости, в физическом вакууме постоянно рождаются и исчезают виртуальные частицы: происходят так называемые нулевые колебания полей. В некоторых конкретных теориях поля вакуум может обладать нетривиальными топологическими свойствами. В теории могут существовать несколько различных вакуумов, различающихся плотностью энергии или другими физическими параметрами (в зависимости от применяемых гипотез и теорий). Вырождение вакуума при спонтанном нарушении симметрии приводит к существованию непрерывного спектра вакуумных состояний, отличающихся друг от друга числом голдстоуновских бозонов. Локальные минимумы энергии при разных значениях какого-либо поля, отличающиеся по энергии от глобального минимума, носят название ложных вакуумов; такие состояния метастабильны и стремятся распасться с выделением энергии, перейдя в истинный вакуум или в один из нижележащих ложных вакуумов.
Некоторые из этих предсказаний теории поля уже были успешно подтверждены экспериментом. Так, эффект Казимира и лэмбовский сдвиг атомных уровней объясняется нулевыми колебаниями электромагнитного поля в физическом вакууме. На некоторых других представлениях о вакууме базируются современные физические теории. Например, существование нескольких вакуумных состояний (упомянутых выше ложных вакуумов) является одной из главных основ инфляционной теории Большого взрыва.

### Ложный вакуум

Скалярное поле φ в состоянии ложного вакуума. Энергия E выше, чем в состоянии истинного вакуума (основное состояние), но потенциальный барьер препятствует переходу поля. Таким образом, переход возможен лишь при высокой энергии поля или путём квантовомеханического туннелирования

Ложный вакуум — состояние в квантовой теории поля, которое не является состоянием с глобально минимальной энергией, а соответствует её локальному минимуму. Такое состояние стабильно в течение определённого времени (метастабильно), но может «туннелировать» в состояние истинного вакуума.

### Эйнштейновский вакуум
Эйнштейновский вакуум — иногда встречающееся название для решений уравнений Эйнштейна в общей теории относительности для пустого, без материи, пространства-времени. Синоним — пространство Эйнштейна.
Уравнения Эйнштейна связывают метрику пространства-времени (метрический тензор gμν) с тензором энергии-импульса. В общем виде они записываются как
{\displaystyle G_{\mu \nu }+\Lambda g_{\mu \nu }={8\pi G \over c^{4}}T_{\mu \nu },}
где тензор Эйнштейна Gμν является определённой функцией метрического тензора и его частных производных, R — скалярная кривизна, Λ — космологическая постоянная, Tμν — тензор энергии-импульса материи, π — число пи, c — скорость света в вакууме, G — гравитационная постоянная Ньютона.
Вакуумные решения этих уравнений получаются при отсутствии материи, то есть при тождественном равенстве нулю тензора энергии-импульса в рассматриваемой области пространства-времени: Tμν = 0. Часто лямбда-член также принимается равным нулю, особенно при исследовании локальных (некосмологических) решений. Однако при рассмотрении вакуумных решений с ненулевым лямбда-членом (лямбда-вакуум) возникают такие важные космологические модели, как модель Де Ситтера (Λ > 0) и модель анти-Де Ситтера (Λ < 0).
Тривиальным вакуумным решением уравнений Эйнштейна является плоское пространство Минковского, то есть метрика, рассматриваемая в специальной теории относительности.
Другие вакуумные решения уравнений Эйнштейна включают в себя, в частности, следующие случаи:
- Космологическая модель Милна (частный случай метрики Фридмана с нулевой плотностью энергии)
- Метрика Шварцшильда, описывающая геометрию вокруг сферически симметричной массы
- Метрика Керра, описывающая геометрию вокруг вращающейся массы
- Плоская гравитационная волна (и другие волновые решения)

## Космическое пространство

Космическое пространство является неидеальным вакуумом, разреженная плазма заполнена заряженными частицами, электромагнитными полями, а иногда звёздами

Космическое пространство имеет очень низкую плотность и давление и является наилучшим приближением физического вакуума. Космический вакуум не является действительно совершенным, даже в межзвёздном пространстве есть несколько атомов водорода на кубический сантиметр. Плотность ионизированного атомарного водорода в межгалактическом пространстве Местной группы оценивается в 7×10−29 г/см³.
Звёзды, планеты и спутники держат свои атмосферы силой притяжения, и как таковой у атмосферы нет чётко очерченной границы: плотность атмосферного газа просто уменьшается с расстоянием от объекта. Атмосферное давление Земли падает до примерно 3,2×10−2 Па на 100 км высоты — на так называемой линии Кармана, которая является общим определением границы с космическим пространством. За этой линией изотропное давление газа быстро становится незначительным по сравнению с давлением излучения от Солнца и динамическим давлением солнечного ветра, поэтому определение давления становится трудно интерпретировать. Термосфера в этом диапазоне имеет большие градиенты давления, температуры и состава, и сильно варьируется в связи с космической погодой.
Плотность атмосферы в течение первых нескольких сотен километров выше линии Кармана всё ещё достаточна для оказания значительного сопротивления движению искусственных спутников Земли. Большинство спутников работают в этой области, называемой низкой околоземной орбитой, и должны подрабатывать двигателями каждые несколько дней для поддержания стабильной орбиты.
Космическое пространство заполнено большим количеством фотонов, так называемым реликтовым излучением, а также большим количеством реликтовых нейтрино, пока не поддающихся обнаружению. Текущая температура этих излучений составляет около 3 К, или −270 °C.

## История изучения вакуума

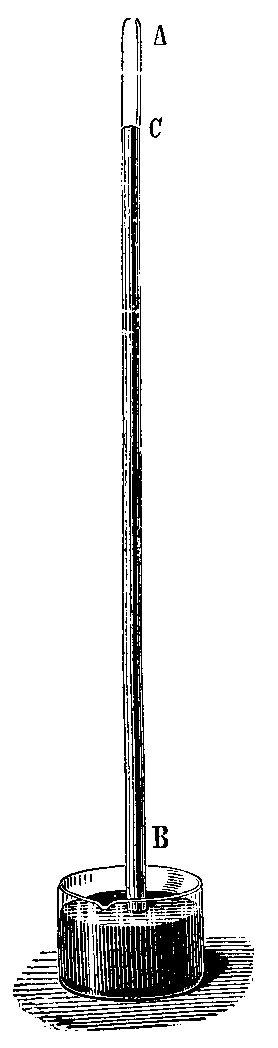
Ртутный вакуумный барометр Эванджелисты Торричелли — учёного, впервые создавшего вакуум в лаборатории. Над поверхностью ртути в верхней части запаянной трубки — «торричеллиева пустота» (вакуум, содержащий пары ртути под давлением насыщения при данной температуре)

Идея вакуума (пустоты) была предметом споров ещё со времён древнегреческих и древнеримских философов. Атомисты — Левкипп (ок. 500 г. до н. э.), Демокрит (около 460—370 гг. до н. э.), Эпикур (341—270 гг. до н. э.), Лукреций (ок. 99—55 гг. до н. э.) и их последователи — предполагали, что всё существующее — атомы и пустота между ними, причём без вакуума не было бы и движения, атомы не могли бы двигаться, если бы между ними не было пустого пространства. Стратон (ок. 270 г. до н. э.) и многие философы в более поздние времена полагали, что пустота может быть «сплошной» (vacuum coacervatum) и «рассеянной» (в промежутках между частицами вещества, vacuum disseminatum).
Напротив, Аристотель (384—322 гг. до н. э.) и ряд других философов считали, что «природа не терпит пустоты». Концепция «боязни пустоты» (horror vacui), зародившаяся ещё до Аристотеля, у Эмпедокла (ок. 490—430 гг. до н. э.) и других философов ионийской школы, в философской мысли Средневековой Европы стала доминирующей и приобрела религиозно-мистические черты.
Некоторые предпосылки к эмпирическому исследованию вакуума существовали ещё в античности. Древнегреческие механики создавали различные технические устройства, основанные на разрежении воздуха. Например, водяные насосы, действующие путём создания разрежения под поршнем, были известны ещё во времена Аристотеля. До нашего времени сохранился рисунок пожарного насоса, изобретённого «отцом пневматики» Ктезибием (ок. 250 г. до н. э.). Водяные насосы такого типа были фактически прообразами вакуумного поршневого насоса, появившегося спустя почти два тысячелетия. Ученик Ктезибия, Герон Александрийский, разработал поршневой шприц для вытягивания гноя, тоже являющийся по существу вакуумным устройством.
Считается, что аббасидский учёный Аль-Фараби (870—950) первым провёл научный эксперимент по проверке существования вакуума. Он наблюдал и изучал погружение поршней в воду, а затем пришёл к выводу, что воздух всегда расширяется до тех пор, пока не заполнит существующий вакуум. Он был первым исследователем, который теоретизировал, что воздух занимает пространство и что его объём может быть увеличен. Аль-Фараби отверг идею идеального вакуума как нелогичную.
В Европе эмпирическое изучение вакуума началось лишь в XVII веке, с концом Возрождения и началом научной революции Нового времени. К этому моменту уже давно было известно, что всасывающие насосы могут поднимать воду на высоту менее 10 метров. Например, в трактате Георгия Агриколы (1494—1555) «О горном деле» приведено изображение цепочки водяных насосов для откачки воды из шахты.
Галилей в своих «Беседах и математических доказательствах двух новых наук» (1638), книге, которая завершила разгром аристотелевской физики, указывал, ссылаясь на практику, что высота, до которой всасывающие насосы поднимают воду, всегда одна и та же — около 18 локтей. В этой книге он, в частности, описывает фактически вакуумный прибор с поршнем, необходимый для сравнения сопротивления на разрыв воды и твёрдого тела, хотя и объясняет сопротивление растяжению, характерное для твёрдых тел и жидкостей, боязнью пустоты, предполагая существование между частицами вещества мельчайших пустых пор, расширяющихся при растяжении.
Под влиянием трактата Галилея, где указывалось на ограниченность «боязни пустоты», в 1639—1643 гг. Гаспаро Берти на фасаде своего дома в Риме соорудил устройство (в более поздней терминологии, барометрическую водяную трубу), которое можно считать первой установкой для физического исследования вакуума. В верхней, стеклянной закрытой части трубы высотой более 10 м, над водяным столбом, уравновешенным атмосферным давлением, обнаруживалось пустое пространство (на самом деле оно было заполнено водяными парами под давлением, равным упругости паров воды при температуре окружающей среды, а также выделившимся из воды растворённым воздухом, то есть давление в полости составляло около 0,1 атмосферы). Эмануэль Маньяно закрепил в этой полости колокольчик и молоток. Воздействуя на молоток магнитом, он ударял молотком по колокольчику. В результате этого первого в истории эксперимента в вакууме (точнее, в разрежённом газе) было обнаружено, что звук колокольчика был приглушённым.
Учёный Рафаэло Маджотти (1597—1656) из Рима сообщил об опытах Берти и Маньяно ученику Галилея, флорентийцу Эванджелисте Торричелли. При этом Маджотти высказал мысль, что более плотная жидкость остановилась бы на более низком уровне. В 1644 году Торричелли (с помощью Винченцо Вивиани, другого ученика Галилея) сумел создать первую вакуумную камеру. Его работы, связанные с теориями атмосферного давления, послужили основой дополнительных экспериментальных методик. Вакуум по методу Торричелли (торричеллиева пустота) достигается путём наполнения ртутью длинной стеклянной трубки, запаянной с одного конца, а затем переворачиванием её таким образом, чтобы открытый конец трубки оказался под поверхностью ртути в более широком открытом сосуде. Ртуть будет вытекать из трубки, пока сила тяжести ртутного столба не будет скомпенсирована атмосферным давлением. В свободном от ртути пространстве в верхнем, запаянном конце трубки образуется вакуум. Этот метод лежит в основе работы ртутного барометра. При стандартном атмосферном давлении высота ртутного столба, уравновешенного атмосферным давлением, равна 760 мм.

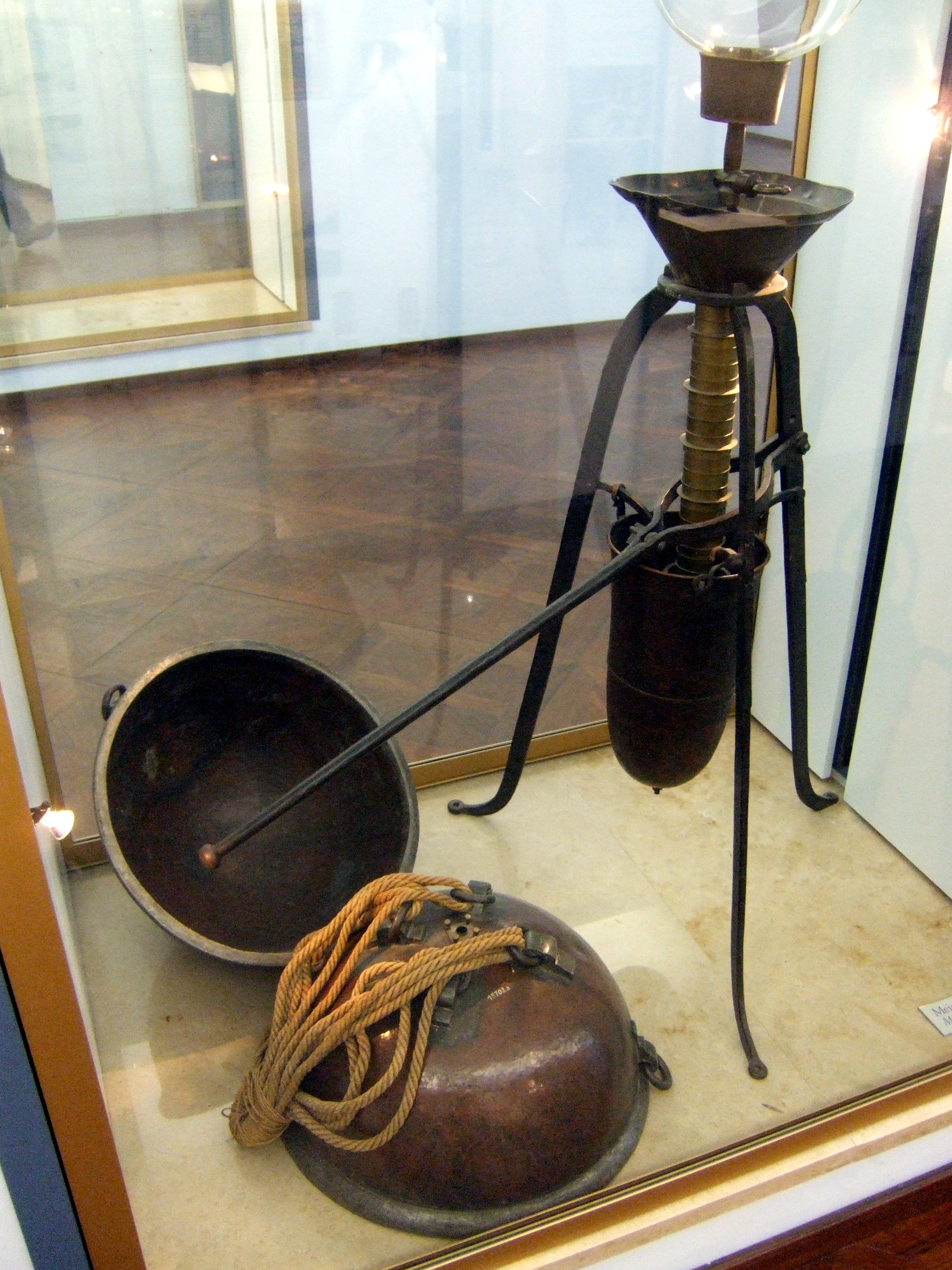
Вакуумный насос фон Герике и Магдебургские полушария в Немецком музее в Мюнхене

Около 1650 года немецкий учёный Отто фон Герике изобрёл первый вакуумный насос (поршневой цилиндр с водяным уплотнением), позволивший легко откачивать воздух из герметичных ёмкостей и экспериментировать с вакуумом. Насос, названный автором antlia pneumatica, был ещё очень далёк от совершенства и требовал более трёх человек для манипуляций с поршнем и кранами, погружёнными в воду, для лучшей изоляции образующейся пустоты от наружного воздуха. Однако с его помощью Герике сумел продемонстрировать многие свойства вакуума, в частности, поставив знаменитый опыт с Магдебургскими полушариями. Герике создал также водяной барометр, по принципу действия аналогичный ртутному барометру Торричелли, хотя из-за меньшей плотности воды по сравнению с ртутью высота водяного столба, уравновешивающего атмосферное давление, в 13,6 раз больше — около 10 метров. Герике впервые выяснил, что вакуум не проводит звук и что горение в нём прекращается.
Вакуумный насос Герике был значительно усовершенствован Робертом Бойлем, что позволило ему выполнить ряд экспериментов для выяснения свойств вакуума и его влияния на различные объекты. Бойль обнаружил, что в вакууме гибнут мелкие животные, огонь потухает, а дым опускается вниз (и, следовательно, так же подвержен влиянию силы тяжести, как и другие тела). Бойль выяснил также, что поднятие жидкости в капиллярах происходит и в вакууме, и тем самым опроверг господствовавшее тогда мнение, что в этом явлении участвует давление воздуха. Напротив, перетекание жидкости через сифон в вакууме прекращалось, чем было доказано, что это явление обусловлено атмосферным давлением. Он показал, что при химических реакциях (таких, как гашение извести), а также при взаимном трении тел тепло выделяется и в вакууме.

## Влияние на людей и животных
Люди и животные, подвергшиеся воздействию вакуума, теряют сознание через несколько секунд и умирают от гипоксии в течение нескольких минут, но эти симптомы, как правило, не похожи на те, которые показывают в популярной культуре и СМИ. Снижение давления понижает температуру кипения, при которой кровь и другие биологические жидкости должны закипеть, но упругое давление кровеносных сосудов не позволяет крови достичь температуры кипения 37 °С. Хотя кровь не вскипает, эффект образования газовых пузырьков в ней и других жидкостях тела при низких давлениях, известный как эбуллизм (воздушная эмфизема), является серьёзной проблемой. Газ может раздувать тело в два раза больше его нормального размера, но ткани достаточно эластичны, чтобы предотвратить их разрыв. Отёки и эбуллизм можно предотвратить специальным лётным костюмом. Астронавты шаттлов носили специальную эластичную одежду под названием Crew Altitude Protection Suit (CAPS), которая предотвращает эбуллизм при давлении более 2 кПа (15 мм рт. ст.). Быстрое испарение воды охлаждает кожу и слизистые оболочки до 0 °С, особенно во рту, но это не представляет большой опасности.
Эксперименты на животных показывают, что после 90 секунд нахождения организма в вакууме обычно происходит быстрое и полное восстановление организма, однако более долгое пребывание в вакууме фатально и реанимация бесполезна. Имеется лишь ограниченный объём данных о влиянии вакуума на человека (как правило, это происходило при попадании людей в аварию), но они согласуются с данными, полученными в экспериментах на животных. Конечности могут находиться в вакууме гораздо дольше, если дыхание не нарушено. Роберт Бойль в 1660 году первым показал, что вакуум смертелен для мелких животных.

## Измерение
Степень вакуума определяется количеством вещества, оставшимся в системе. Вакуум, в первую очередь, определяется абсолютным давлением, а полная характеристика требует дополнительных параметров, таких как температура и химический состав. Одним из наиболее важных параметров является средняя длина свободного пробега (MFP) остаточных газов, которая указывает среднее расстояние, которое частица пролетает за время свободного пробега от одного столкновения до следующего. Если плотность газа уменьшается, MFP увеличивается. MFP в воздухе при атмосферном давлении очень короткий, около 70 нм, а при 100 мПа (~1×10−3 торр) MFP воздуха составляет примерно 100 мм. Свойства разрежённого газа сильно изменяются, когда длина свободного пробега становится сравнима с размерами сосуда, в котором находится газ.
Вакуум подразделяется на диапазоны в соответствии с технологией, необходимой для его достижения или измерения. Эти диапазоны не имеют общепризнанных определений, но типичное распределение выглядит следующим образом:
|                          | Давление (мм рт. ст.) | Давление (Па)             |
| ------------------------ | --------------------- | ------------------------- |
| Атмосферное давление     | 760                   | 1,013×10+5                |
| Низкий вакуум            | от 760 до 25          | от 1×10+5 до 3,3×10+3     |
| Средний вакуум           | от 25 до 1×10−3       | от 3,3×10+3 до 1,3×10−1   |
| Высокий вакуум           | от 1×10−3 до 1×10−9   | от 1,3×10−1 до 1,3×10−7   |
| Сверхвысокий вакуум      | от 1×10−9 до 1×10−12  | от 1,3×10−7 до 1,3×10−10  |
| Экстремальный вакуум     | <1×10−12              | <1,3×10−10                |
| Космическое пространство | от 1×10−6 до <3×10−17 | от 1,3×10−4 до <1,3×10−15 |
| Абсолютный вакуум        | 0                     | 0                         |

## Применение

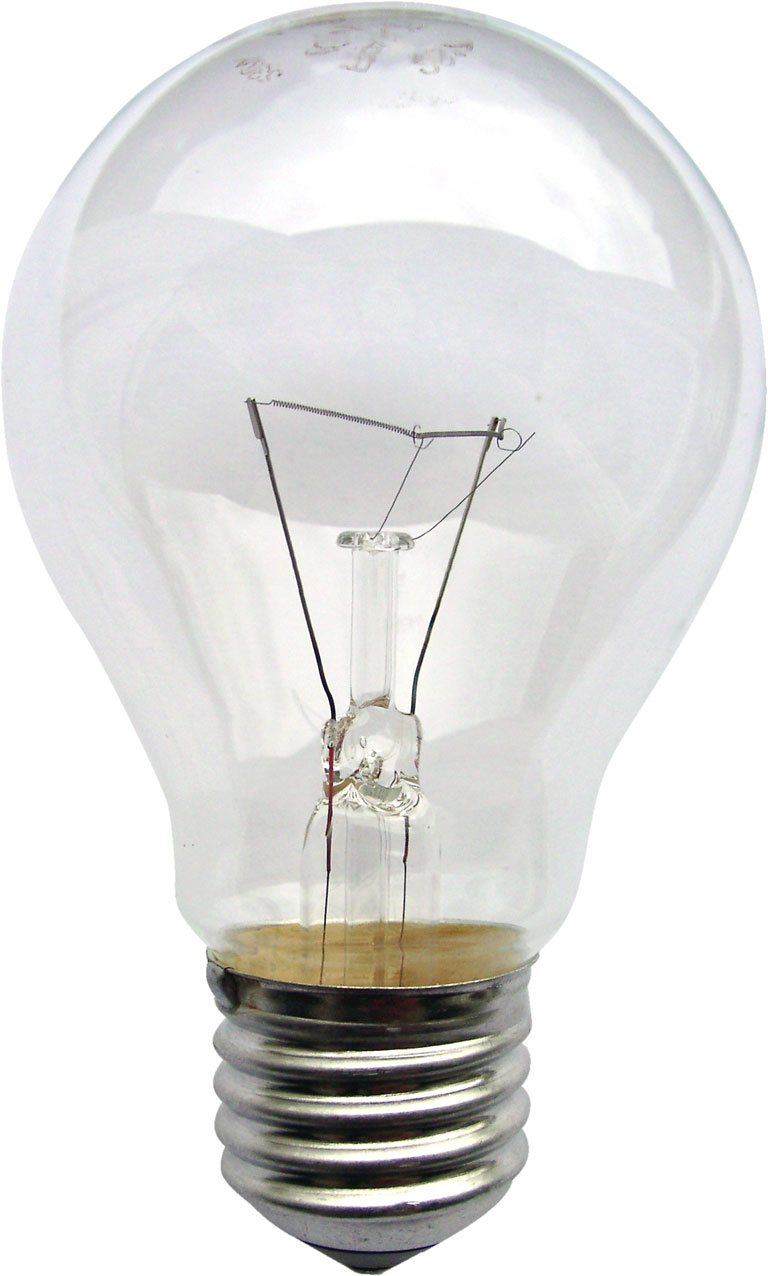
В лампочках используют низкий вакуум. Колба заполняется газом, обычно аргоном, при низком давлении, что защищает вольфрамовую нить.

Вакуум полезен для многих процессов и применяется в разных устройствах. Впервые для массово используемых товаров он был применён в лампах накаливания с целью защиты нити от химического разложения. Химическая инертность материалов, обеспечиваемая вакуумом, также полезна для электронно-лучевой сварки, холодной сварки, вакуумной упаковки и вакуумной жарки. Сверхвысокий вакуум используется при изучении атомарно чистых субстратов, так как только очень высокий вакуум сохраняет поверхности чистыми на атомарном уровне в течение достаточно длительного времени (от минут до суток). При высоком и сверхвысоком вакуумировании устраняется противодействие воздуха, позволяя пучкам частиц осаждать или удалять материалы без загрязнения. Этот принцип лежит в основе химического осаждения из газовой фазы, вакуумного напыления и сухого травления, которые применяются в производстве полупроводников и оптических покрытий, а также в химии поверхности. Снижение конвекции обеспечивает теплоизоляцию в термосах. Глубокий вакуум понижает температуру кипения жидкости и способствует низкой температуре дегазации, которая используется в сублимационной сушке, приготовлении клея, перегонке, металлургии и вакуумной очистке. Электрические свойства вакуума делают возможными электронные микроскопы и вакуумные трубки, включая катодные лучевые трубки. Вакуумные выключатели используются в электрических распределительных устройствах. Вакуумный пробой имеет промышленное значение для производства определённых марок стали или материалов высокой чистоты. Исключение трения воздуха полезно для накопления энергии маховика и ультрацентрифуг.

### Управляемые вакуумом машины
Вакуум обычно используется, чтобы произвести всасывание, которое имеет ещё более широкий спектр применения. Паровой двигатель Ньюкомена использовал вакуум вместо давления, чтобы управлять поршнем. В XIX веке вакуум был использован для тяги на экспериментальной пневматической железной дороге Изамбарда Брунеля. Вакуумные тормоза когда-то широко использовались на поездах в Великобритании, но, за исключением исторических железных дорог, они были заменены пневматическими тормозами.

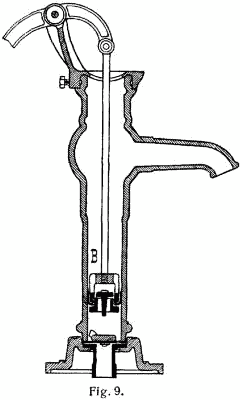
Этот насос мелководной скважины уменьшает давление атмосферы внутри собственной камеры. Разрежение атмосферы расширяется вниз в скважину и заставляет воду течь вверх по трубе в насос, чтобы выровнять пониженное давление. Насосы с наземной камерой эффективны только до глубины около 9 метров за счет веса столба воды, уравнивающего атмосферное давление.

Вакуум впускного коллектора можно использовать для того, чтобы управлять вспомогательным оборудованием на автомобилях. Наиболее известное применение — это вакуумный усилитель для увеличения мощности тормозов. Ранее вакуум применялся в вакуум-приводах стеклоочистителя и топливных насосах Autovac. Некоторые авиационные приборы (авиагоризонт и указатель курса) обычно управляются вакуумом, как страховка от выхода из строя всех (электрических) приборов, поскольку ранние самолёты часто не имели электрических систем, и поскольку есть два легкодоступных источников вакуума на движущемся самолете, двигатель и трубка Вентури. При вакуумноиндукционной плавке применяют электромагнитную индукцию в вакууме.
Поддержание вакуума в конденсаторе важно для эффективной работы паровых турбин. Для этого используется паровой инжектор или водокольцевой насос. Обычный вакуум, поддерживаемый в паровом объёме конденсатора на выхлопном патрубке турбины (ещё его называют давление конденсатора турбины), находится в диапазоне от 5 до 15 кПа, в зависимости от типа конденсатора и условий окружающей среды.

### Дегазация
Испарение и сублимация в вакууме называется дегазацией. Все материалы, твёрдые или жидкие, немного паря́т (происходит газовыделение), и их дегазация необходима, когда давление вакуума падает ниже давления их пара. Парение материалов в вакууме имеет такой же эффект, как натекание, и может ограничить достижимый вакуум. Продукты испарения могут конденсироваться на близлежащих более холодных поверхностях, что может вызвать проблемы, если они покроют оптические приборы или вступят в реакцию с другими материалами. Это вызывает большие трудности при полётах в космосе, где затемнённый телескоп или элемент солнечной батареи может сорвать высокозатратную операцию.
Самым распространённым выделяющимся продуктом в вакуумных системах является вода, поглощённая материалами камер. Её количество может быть уменьшено сушкой или прогревом камеры и удалением абсорбирующих материалов. Испаряющаяся вода может конденсироваться в масле пластинчато-роторных насосов и резко уменьшить их рабочую скорость, если не используется газобалластное устройство. Высоковакуумные системы должны быть чистыми, в них не должно оставаться органических веществ, чтобы свести к минимуму газовыделение.
Сверхвысокие вакуумные системы, как правило, отжигаются, желательно под вакуумом, чтобы временно повысить испарение всех материалов и выпарить их. После того, как большая часть испаряющихся материалов выпарена и удалена, система может быть охлаждена для уменьшения парения материалов и минимизации остаточного газовыделения во время эксплуатации. Некоторые системы охлаждают существенно ниже комнатной температуры с помощью жидкого азота для полного прекращения остаточного газовыделения и одновременно создания эффекта криогенной откачки системы.

### Откачка и атмосферное давление
Газы вообще нельзя вытолкнуть, поэтому вакуум не может быть создан всасыванием. Всасывание может распространить и разбавить вакуум, позволяя высокому давлению вводить в него газы, но, прежде чем всасывание может произойти, необходимо вакуум создать. Самый простой способ создать искусственный вакуум — расширить объём камеры. Например, мышца диафрагмы расширяет грудную полость, что приводит к увеличению объёма легких. Это расширение уменьшает давление и создаёт низкий вакуум, который вскоре заполняется воздухом, нагнетаемым атмосферным давлением.
Чтобы продолжать опустошение камеры бесконечно, не используя постоянно её увеличение, её вакуумирующий отсек может быть закрыт, продут, расширен снова, и так много раз. Это принцип работы насосов с принудительным вытеснением (газопереносных), например, ручной водяной насос. Внутри насоса механизм расширяет небольшую герметичную полость для создания вакуума. Из-за перепада давления часть жидкости из камеры (или колодца, в нашем примере) вталкивается в маленькую полость насоса. Затем полость насоса герметично закрывается от камеры, открывается в атмосферу и сжимается до минимального размера, выталкивая жидкость.
Приведённое выше объяснение представляет собой простое введение в вакуумирование и не является типичным для всего диапазона используемых насосов. Разработано много вариаций насосов с принудительным вытеснением, и множество конструкций насосов основано на радикально других принципах. Насосы передачи импульса, которые имеют некоторое сходство с динамическими насосами, используемыми при более высоких давлениях, могут обеспечить намного более высокое качество вакуума, чем насосы с принудительным вытеснением. Газосвязывающие насосы, способные захватывать газы в твёрдом или поглощённом состоянии, работают часто без движущихся частей, без уплотнений и без вибрации. Ни один из этих насосов не является универсальным; каждый тип имеет серьёзные ограничения применения. У всех есть трудности с откачкой газов с малой массой молекул, особенно водорода, гелия и неона.
Самое низкое давление, которое может быть достигнуто в системе, кроме устройства насосов, также зависит от многих факторов. Несколько насосов могут быть соединены последовательно в так называемые ступени для достижения более высокого вакуума. Выбор уплотнений, геометрии камеры, материалов и процедур откачки — всё будет иметь эффект. В совокупности всё это называют вакуумной техникой. И иногда, итоговое давление — не единственная существенная характеристика. Насосные системы отличаются масляным загрязнением, вибрацией, избирательной откачкой определённых газов, скоростями откачки, прерывистостью эксплуатации, надёжностью или устойчивостью к высоким скоростям натекания.
В системах со сверхвысоким вакуумом необходимо учитывать некоторые очень «странные» пути натекания и источники парения. Неприемлемым источником испарений становится способность к водопоглощению алюминия и палладия, приходится учитывать даже адсорбционную способность твёрдых металлов, таких как нержавеющая сталь или титан. Некоторые масла́ и смазки будут кипеть при высоком вакууме. Возможно, придётся учитывать влияние кристаллической структуры металла на проницаемость металлических стенок камер, например, параллельность направления зёрен металлических фланцев торцу фланца.
Самые низкие давления, которые в настоящее время достижимы в лабораторных условиях, составляют около 10−13 торр (13 пПа). Однако, давления ниже, чем 5×10−17 торр (6,7 фПа) были косвенно измеряемы в криогенной вакуумной системе. Это соответствует ≈100 частиц / см3.